# The Red Pen
The Red Pen est une opérette en deux actes et ancien opéra pour la radio composé par Geoffrey Toye sur un livret d'A. P. Herbert (en). La pièce, décrite par ses créateurs comme « une sorte d'opéra », est écrite pour la BBC à la suite du succès de la pièce Riverside Nights du même Herbert et dure environ 90 minutes. Elle est diffusée à la radio pour la première fois le 24 mars 1925 puis de nouveau en 1927.

## Rôles
| Rôle                                                                                           | Type de voix | Première distribution, 24 mars 1925 (direction : I. Stanton Jefferies ) |
| ---------------------------------------------------------------------------------------------- | ------------ | ----------------------------------------------------------------------- |
| Sir Robert Quint, un ministre du cabinet                                                       |              | Bertram Ayrton                                                          |
| The Hon. Michael Gray, un secrétaire privé                                                     |              | Edward Lear                                                             |
| Henry Wordsworth, un secrétaire général                                                        |              | Stuart Robertson                                                        |
| Samuel Slate, un homme de la presse et capitaine Danby, un officier d emarine military officer |              | John Buckley                                                            |
| Mary Jane Blake, assistant du secrétaire privé                                                 |              | Gladys Palmer                                                           |
| Mary Palmer, chef de la délégation des consommateurs                                           |              | Geoffrey Stanton                                                        |
| Daffodil Smith, assistant du secrétaire général                                                |              | Vivienne Chatterton                                                     |

Les interprètes de la deuxième représentation sont Gladys Palmer, Vivienne Chatterton, John Buckley, Harold Kimberley, John Tanner et Sydney Granville (en). Le compositeur  est à la tête du Wireless Orchestra.

## Argument
Le premier acte se déroule dans Hyde Park et le second au ministère des vers à St. James's Park. L'histoire, située « dans le proche futur » (fin des années 1920), ouvre avec le propos fantaisiste que la « Fédération générale des poètes et des écrivains », syndicat pour auteurs, revendique la nationalisation de leur métier. The Red Pen, dont la pièce tient son titre, est le titre de leur marche, jeu de mots sur The Red Flag (en). Dans l'acte II, situé six mois plus tard, le ministère des vers nouvellement créé est dirigé dans un style qui évoque de façon comique la bureaucratie de la fonction publique.